# یوسوکه تاشیرو
یوسوکه تاشیرو (انگلیسی: Yosuke Tashiro؛ زادهٔ ۲۷ ژوئن ۱۹۹۵) بازیکن فوتبال اهل ژاپن است.
از باشگاه‌هایی که در آن بازی کرده‌است می‌توان به باشگاه فوتبال ویسل کوبه اشاره کرد.